# Showrunner
Showrunner beschreibt ursprünglich in der amerikanischen und britischen Fernsehbranche eine Person, die für das Tagesgeschäft einer Fernsehserie verantwortlich ist und diese leitet. Sie ist dabei nur dem Fernsehsender sowie gegebenenfalls dem Produktionsstudio gegenüber verantwortlich. Gewöhnlich ist ein Showrunner ein erfahrener Drehbuchautor – oft derjenige, der sich das Konzept der Serie ausgedacht hat, sofern das Studio ihn für diese Aufgabe geeignet hält. Meist hat der Showrunner die Position des Executive Producers inne.
Ein Showrunner leitet eine Fernsehserie sowohl geschäftlich als auch auf kreativer Ebene und ist für die ununterbrochene Produktion verantwortlich, in der die Episoden budget- und termingerecht gedreht werden. Der Showrunner leitet den Writers’ Room, in dem er gemeinsam mit mehreren fest angestellten Drehbuchautoren die einzelnen Episoden plant und ihre Beziehung zur Serie festlegt, insbesondere bei seriell erzählten Fernsehserien mit aufeinander aufbauenden Episoden. Dabei hat er die Entscheidungsgewalt, in welche Richtung sich die Serie entwickelt. Neben Planen und teilweise Schreiben von Drehbüchern hat er Einblick in jeden Aspekt der Serienproduktion. Er steht hierarchisch über Regisseur und Crew und hat das Recht auf den Final Cut. Der Showrunner fällt Personalentscheidungen, kümmert sich um die finanzielle Kalkulation der Serie und plant den Ablauf der Produktion.
Wenngleich keine gesonderte Ausbildung existiert, bietet die Writers Guild of America ein Showrunner Training Program an.
Das Prinzip des Showrunners wurde von HBO durchgesetzt: In den 1990er Jahren setzte der Kabelsender verstärkt auf Eigenproduktionen; da man auf diesem Gebiet noch unerfahren war, wurde den Showrunnern freie Hand gegeben.

## Beispiele
| Serientitel                             | Sendestart | Showrunner     |
| --------------------------------------- | ---------- | -------------- |
| Akte X – Die unheimlichen Fälle des FBI | 1993       | Chris Carter   |
| Die Sopranos                            | 1999       | David Chase    |
| The Wire                                | 2002       | David Simon    |
| Mad Men                                 | 2007       | Matthew Weiner |
| Breaking Bad                            | 2008       | Vince Gilligan |
| The Mandalorian                         | 2019       | Jon Favreau    |